# Abraham Romero
Abraham Isaí Romero González (ur. 18 lutego 1998 w Pasadenie) – meksykański piłkarz z obywatelstwem amerykańskim występujący na pozycji bramkarza, od 2024 roku zawodnik amerykańskiego Columbus Crew.
Urodził się w Stanach Zjednoczonych, zaś jego rodzice pochodzą z Meksyku.